# Papyrus d'Ani

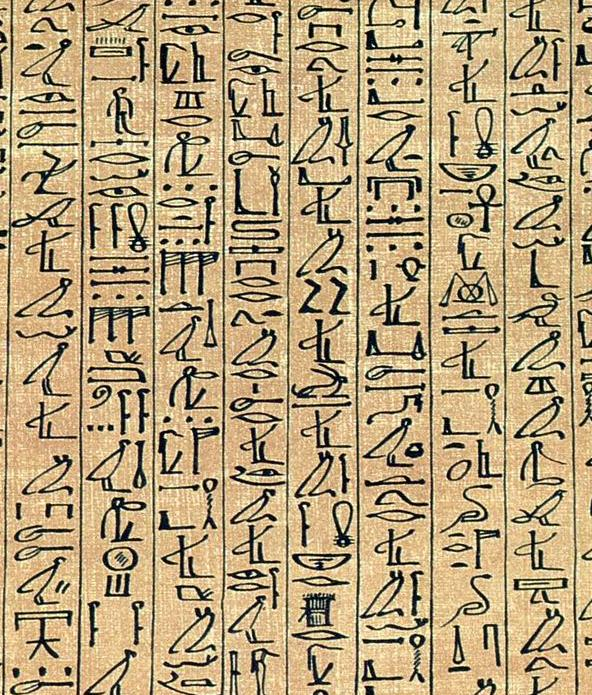
Un passage du papyrus d'Ani.

Le papyrus d'Ani date de la XVIIIe dynastie. Il fut découvert dans une tombe à Thèbes en 1887, et acheté à des trafiquants d'antiquité égyptiens par le British Museum en 1888.
En 1898, l'égyptologue anglais Sir Ernest Alfred Thompson Wallis Budge, conservateur au British Museum, à partir du papyrus d'Ani, fit paraître une édition de l'ensemble des chapitres du livre des morts sous le titre de Chapitres de la sortie au jour.
Pour pouvoir exposer le papyrus, Budge n'hésita pas à le découper en trente-sept feuillets qu'il fit encadrer séparément. Il se laissa le plus souvent guider par la séparation des différents chapitres. Mais, là où les segments auraient été soit trop longs soit trop courts, il ne recula pas devant un découpage désordonné. Ainsi, des vignettes furent séparées de leur texte et même pire, certaines vignettes furent coupées en deux.
Avant son découpage, le papyrus d'Ani mesurait environ 23 mètres de long sur 39 centimètres de hauteur.
Comme la plupart des livres des morts, le papyrus d'Ani ne fut pas écrit spécifiquement pour lui. Ces Livres des Morts étaient fabriqués dans des ateliers spécialisés auxquels l'Égyptien s'adressait pour se procurer son mobilier funéraire. On s'aperçoit ainsi que le texte de ce papyrus est de la main d'au moins deux scribes, puisque le nom d'Ani fut ajouté ultérieurement.
Aucun autre document au nom d'Ani n'étant actuellement connu, les informations le concernant sont limitées à ce qui est écrit sur ce papyrus. Le nom même d'Ani est sans doute un diminutif, sans que l'on sache de quel nom originel. Ses titres sont ceux d'un scribe royal d'assez grande importance : véritable scribe royal, scribe comptable des offrandes divines de tous les dieux, chef des greniers des seigneurs d'Abydos, scribe des offrandes divines des seigneurs de Thèbes.
Comme souvent dans les épitaphes, il est aimé du seigneur du double pays, sans qu'il soit possible d'identifier ce roi. Sa femme s'appelle Thouthou. Elle est chanteuse d'Amon, un titre régulièrement porté par des dames de haut rang au Nouvel Empire.